# Bugs Bunny : Voyage à travers le temps
Vous lisez un « article de qualité » labellisé en 2025.
Bugs Bunny : Voyage à travers le temps (en anglais : Bugs Bunny: Lost in Time) est un jeu vidéo de plates-formes, développé par Behaviour Interactive, et édité et distribué par Infogrames. Il est d'abord commercialisé en Europe sur PlayStation en mai 1999, puis en Amérique du Nord le 1er juillet 1999. Le jeu est ensuite publié sur le système Microsoft Windows en Amérique du Nord le 19 octobre 1999, puis le 5 novembre de la même année en Europe.
Le jeu se déroule dans l'univers des Looney Tunes dans lequel le joueur incarne le personnage de Bugs Bunny, qui, en se rendant à Pismo Beach, se trompe d'itinéraire et se retrouve plongé dans un voyage dans le temps en voulant utiliser ce qu'il pensait être un distributeur de jus de carotte. Sur les conseils du sorcier Merlin Munroe, il se met à la recherche de réveils qui vont lui permettre de retourner dans le présent. Dans son périple, Bugs Bunny traverse plusieurs périodes historiques, entre l'âge de pierre, le Moyen Âge, le temps des pirates, les années 1930 et la dimension X, où il rencontre plusieurs autres personnages des Looney Tunes.
Le développement de Bugs Bunny : Voyage à travers le temps débute à l'été 1998, quelques mois après l'acquisition par Infogrames auprès de la Warner Bros. du droit de distribution et d'édition de jeux vidéo de la licence Looney Tunes. Les graphismes sont d'abord conçus sous la forme de croquis dessinés à la main, avant d'être modélisés sur ordinateur. Les voix officielles des personnages de la franchise sont sollicitées pour le doublage du jeu.
Le titre est accueilli de façon mitigée par la presse spécialisée, qui apprécie une bande-son, un doublage et des graphismes fidèles à l'univers des Looney Tunes, bien que dépouillés de détails et souvent saccadés dans le portage sur PC, mais regrette un gameplay qui souffre de la comparaison face aux principaux jeux de plates-formes contemporains, comme Super Mario 64, Crash Bandicoot, Croc: Legend of the Gobbos, Spyro the Dragon ou encore Ape Escape, et dont les commandes et la gestion de la caméra sont un peu complexes à prendre en main. Une suite indirecte de cet opus, Bugs Bunny et Taz : La Spirale du temps, est publiée en 2000.

## Trame

### Univers et personnages

Bugs Bunny (ici sur un graffiti à Manchester) est le personnage principal du jeu.

Bugs Bunny : Voyage à travers le temps met en scène le lapin Bugs Bunny, qui effectue un voyage dans le temps à travers cinq périodes de l'histoire. Avant de débuter son périple, il arrive dans un monde nommé « Nulle part », où le sorcier Merlin Munroe lui présente les étapes à suivre afin de pouvoir retourner dans le présent. Bugs Bunny traverse ainsi l'âge de pierre, un monde préhistorique peuplé de dinosaures, dans lequel il croise un homme ressemblant à Elmer Fudd. Bugs Bunny parcourt également les châteaux du Moyen Âge et fait face à des chevaliers et à Hazel la sorcière. Il découvre aussi une île des Caraïbes aux temps des pirates, où il croise la route de Sam le pirate. Il se rend également dans les États-Unis de la prohibition des années 1930, où il se retrouve au milieu du cambriolage d'une banque par les gangsters Rocky et Mugsy. Enfin, Bugs Bunny explore la dimension X, par le biais d'une station spatiale de Marvin le Martien où vivent aussi son armée martienne et ses robots,. D'autres personnages, comme Daffy Duck et Toro le Taureau, vu dans le court-métrage Bunny toréador, font leur apparition dans certains niveaux du jeu.

### Scénario
En voulant se rendre à Pismo Beach, Bugs Bunny prend un mauvais itinéraire et se retrouve dans un entrepôt à Albuquerque. Il découvre par hasard une machine à voyager dans le temps et pense qu'il s'agit d'un distributeur de jus de carotte. Il active le levier et se retrouve dans différentes époques historiques, qu'il doit traverser avant de pouvoir retourner dans le présent,.

## Système de jeu

### Organisation des niveaux

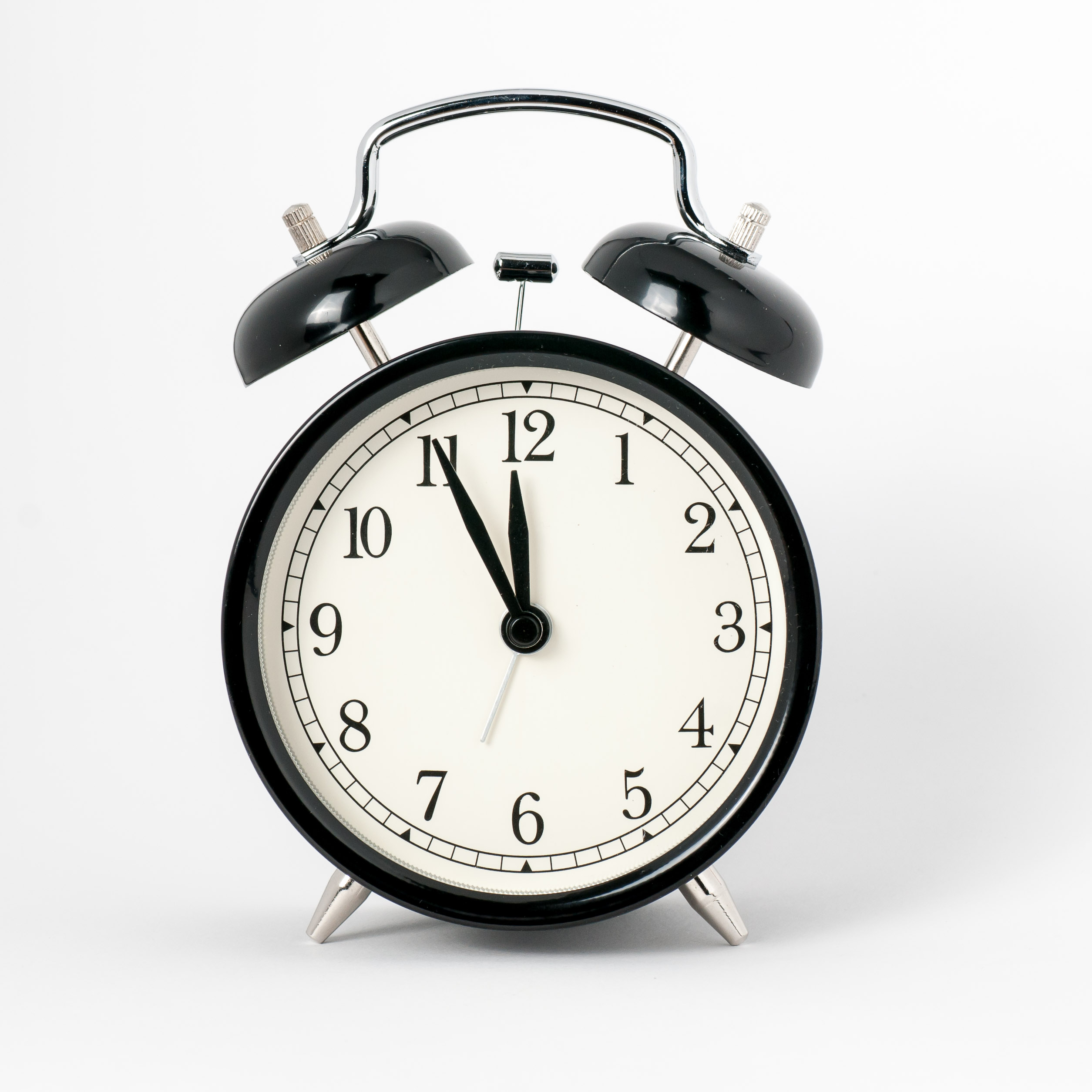
Le principal objectif du jeu est de récupérer des réveils afin de retourner dans le présent.

Bugs Bunny : Voyage à travers le temps est un jeu vidéo de plates-formes dans lequel le joueur contrôle Bugs Bunny, dont le principal objectif est de récupérer un nombre suffisant de réveils pour revenir au présent. La grande majorité des niveaux du jeu se déverrouillent en trouvant un nombre défini de réveils. Une fois débloqués, le joueur les parcourt dans l'ordre qu'il le souhaite. Dans certains niveaux se cachent aussi des caisses ACME rouges qu'il faut détruire pour obtenir un réveil. Les niveaux contiennent également un certain nombre de carottes dorées que le joueur doit récupérer pour débloquer des niveaux qui prennent pour cadre des mini-jeux ayant divers objectifs, comme détruire le voilier de Sam le pirate, tourner des panneaux contre Daffy Duck afin qu'Elmer Fudd croit qu'il s'agit de la saison de chasse des canards, faire du monocycle, conduire une voiture et chevaucher un mouton pour échapper à Rocky et Mugsy, affronter Daffy Duck sur une piste de ski et affronter un taureau au cours d'une corrida,. Le joueur peut consulter l'inventaire dans le menu pause afin de connaître le nombre de réveils, de carottes dorées et de caisses ACME à trouver dans chaque niveau. Enfin, la plupart des niveaux comporte un boss à affronter, soit en fin ou en milieu de parcours. Le joueur doit trouver la manœuvre adéquate pour le vaincre.
Chaque époque du jeu — l'âge de pierre, le Moyen Âge, le temps des pirates, les années 1930 et la dimension X — est accessible par l'intermédiaire du sélecteur spatio-temporel. Au début du jeu, chacune d'entre elle est déverrouillable en obtenant un nombre précis de réveils. Une fois que le joueur a sélectionné une époque, Bugs Bunny est transporté dans un niveau principal dans lequel il peut accéder à chaque niveau, matérialisé par un terrier de lapin.

### Santé et aptitudes de Bugs Bunny

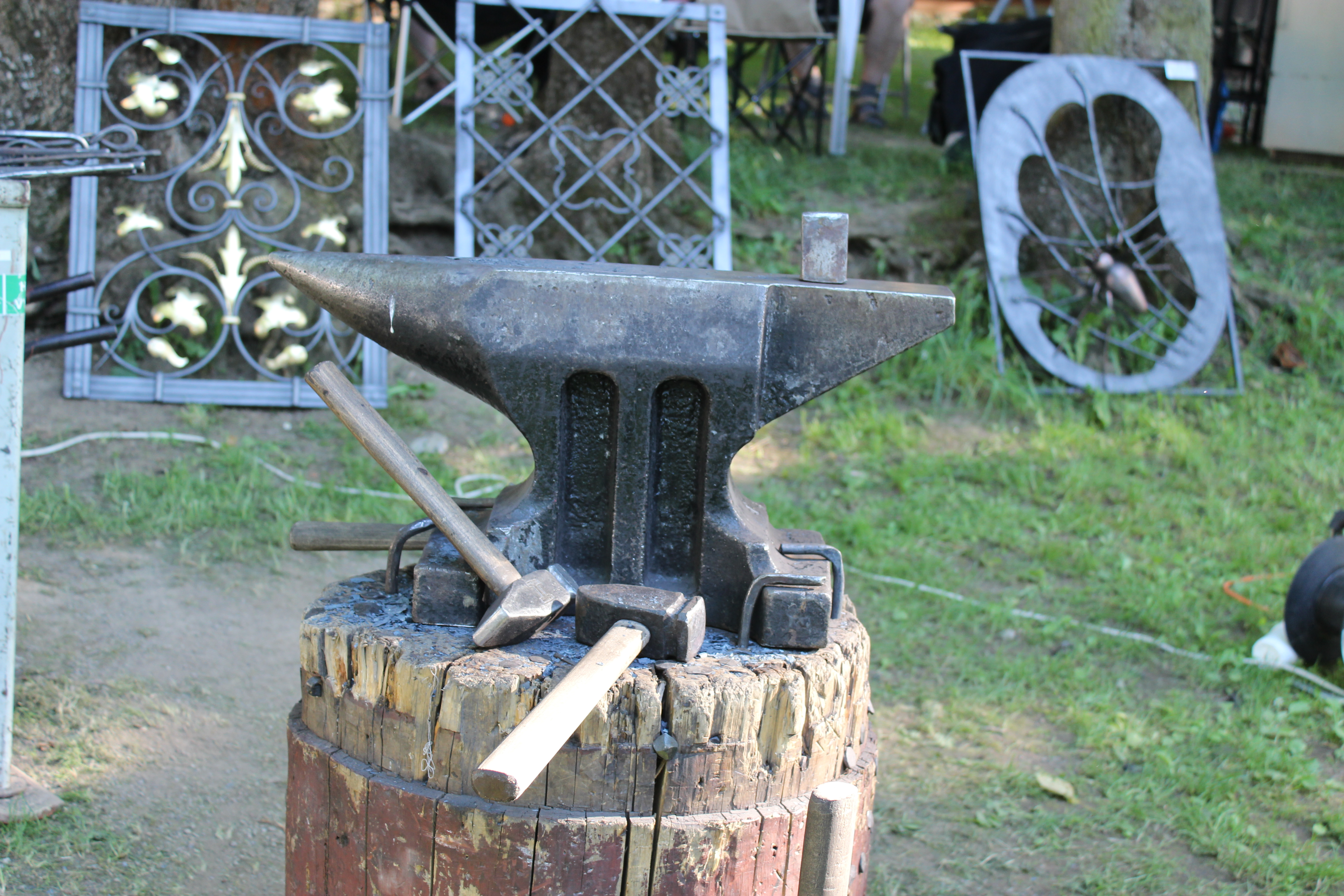
L'enclume, objet emblématique des gags de l'univers des Looney Tunes, est régulièrement présente dans ce jeu.

La santé de Bugs Bunny est représentée sous la forme d'une barre d'énergie composée de trois carottes. Lorsqu'il prend un coup, il perd une demi-carotte. Lorsque la barre d'énergie est vide, Bugs Bunny reprend sa progression au dernier point de contrôle. Il peut néanmoins retrouver la santé en ramassant les carottes disséminées régulièrement tout au long du niveau. Lorsque la barre d'énergie est pleine, il peut les cumuler jusqu'à en obtenir 99, ce qui déverrouille la carotte dorée qui se trouve dans le niveau principal de chaque époque,.
Bugs Bunny peut sauter, courir, s'accroupir, marcher sur la pointe des pieds, monter et descendre à la corde ou un mât de bateau, pousser, ramasser, poser et lancer des caisses et des tonneaux, donner un coup de pied pour ouvrir des coffres ou vaincre un ennemi, rouler sur lui-même pour traverser des passages étroits dans un mur, faire tourner ses oreilles comme les pales d'un hélicoptère pour amortir une chute, plonger et sortir d'un terrier et se déplacer sous terre,. Il peut également lire des panneaux ou discuter avec un personnage quand une icône en forme de point d'interrogation apparaît au-dessus de lui. Outre ces aptitudes de base, Bugs Bunny peut trouver et utiliser durant un temps défini par un minuteur des objets utiles, comme des boîtes à empiler pour atteindre des lieux en hauteur ; un maillet pour briser des objets ou frapper un ennemi ; des bâtons de TNT et des barils de poudre qu'il peut lancer et enclencher pour exploser un mur ou une porte ; et des torches pour enflammer des objets. Ces objets utiles peuvent être utilisés lorsqu'une icône en forme de point d'exclamation apparaît au-dessus de la tête de Bugs Bunny. Bugs Bunny peut éliminer ses ennemis en leur donnant un coup de pied, leur sautant sur la tête, les attirant vers un objet qui tombe du ciel, comme une enclume ou un coffre-fort. Les ennemis plus imposants, comme les bourreaux du Moyen Âge, ne peuvent être frappés qu'une fois que Bugs Bunny les a fait courir après lui et les a essoufflés.
Au fil du jeu, le sorcier Merlin Munroe apprend à Bugs Bunny des formules magiques afin d'activer des mécanismes lui permettant d'atteindre des endroits autrement inaccessibles. Ces formules sont utilisables uniquement lorsque Bugs Bunny se trouve sur la plate-forme correspondante. Ainsi, le sort « Hocus Pocus », matérialisé par un ventilateur, fait apparaître pendant un temps limité un ventilateur utile pour atteindre un lieu en hauteur, tout comme le sort « Abracadabra », sous la forme d'un super bond, matérialisé par un ressort. La formule « Sésame, ouvre-toi », dont la plate-forme est symbolisée par une clé, permet d'ouvrir des portes verrouillées. Enfin, Bugs Bunny peut apprendre un air de musique magique, utilisable sur le symbole d'une portée de musique, et qui déclenche une action spéciale suivant la situation dans laquelle il se trouve,.

## Développement

### Conception
Au début de l'année 1998, l'éditeur français Infogrames acquiert auprès de la société américaine Warner Bros. les droits d'édition de jeux vidéo mettant en scène les personnages des Looney Tunes. Infogrames confie le développement de Bugs Bunny : Voyage à travers le temps au développeur canadien Behaviour Interactive, à l'origine du jeu Jersey Devil, sorti sur PlayStation en 1997, et dont le style est apprécié par l'éditeur lyonnais. Dans un entretien, Denis Lacasse, chef de projet de Behaviour Interactive, explique que son équipe s'inspire du travail de la Warner Bros. pour imaginer le jeu. Néanmoins, celle-ci n'entretient pas de relations directes avec le studio américain, Infogrames servant d'intermédiaire.
Le développement du jeu commence au début de l'été 1998, lorsque Behaviour soumet les premiers designs et un scénario, très librement adapté du roman de science-fiction La Machine à explorer le temps de H. G. Wells en 1895. Malgré l'univers enfantin des Looney Tunes, le développeur canadien destine son jeu à un public plus large. Le développement mobilise entre dix-sept et vingt-cinq personnes, chargées d'abord de concevoir les décors en les dessinant à la main avant de les modéliser en trois dimensions sur ordinateur. L'animation se rafraîchit à une fréquence de vingt-cinq images par seconde. Le personnage de Bugs Bunny est composé de 400 polygones, dispose de 200 animations et d'une trentaine de mouvements différents. Néanmoins, celui-ci occupe 15 % de la mémoire du moteur de jeu, tandis que les ressources graphiques du jeu occupent plus de 50 % de la mémoire. Cela entraîne un problème de stockage et empêche les développeurs d'implémenter de nombreux ennemis dans les niveaux.
Une version bêta, quasi complète du jeu, est présentée à la presse spécialisée en mai 1999. Celle-ci présente l'essentiel du gameplay du jeu et des cinématiques animées en trois dimensions qui servent d'introduction pour chaque niveau.

### Commercialisation

Logo du portage sur PC du jeu en Amérique du Nord, Bugs Bunny: Lost in Time.

Bugs Bunny : Voyage à travers le temps est publié en Europe sur PlayStation en mai et juin 1999 selon les pays, puis sur PC le 5 novembre de la même année,,,. En Amérique du Nord, il sort sur PlayStation le 1er juillet 1999, puis sur PC le 19 octobre de la même année, sous le titre de Bugs Bunny: Lost in Time,,. En septembre 1999, Infogrames publie le site internet officiel du jeu.
À l'occasion de sa sortie américaine sur PlayStation, Michael Harkavy, le vice-président de la Warner Bros., déclare : « Infogrames est resté fidèle à l'esprit Looney Tunes avec des personnages et des décors authentiques, de vraies voix et une aventure burlesque qui ravira tous les fans nostalgiques ». Jeff Blanc, le directeur marketing de la branche américaine d'Infogrames, annonce : « Bugs Bunny : Voyage à travers le temps plaira à un large public, et en premier lieu aux fans. N'oubliez pas que les histoires ont toujours été écrites par des adultes et pour des adultes, mais la construction de l'histoire finale touche aussi immédiatement les enfants. Il en va de même pour le jeu : il plaira à de nombreux publics ».
À sa commercialisation, Bugs Bunny : Voyage à travers le temps est classé « tous publics » par le Syndicat des éditeurs de logiciels de loisirs (SELL), et « E (enfants et adultes) » par l'Entertainment Software Rating Board (ESRB) ; certaines rééditions ultérieures du jeu sont classées « 3+ » par le Pan European Game Information (PEGI),.

### Bande-son
La bande-son de Bugs Bunny : Voyage à travers le temps intègre des musiques et des bruitages tirées des dessins animés originaux de la franchise Looney Tunes. Dans la version anglophone, ont été également rajoutés des extraits sonores de Mel Blanc, décédé en 1989, qui a assuré les voix de Bugs Bunny, Daffy Duck et Sam le pirate.
Dans la version anglophone du jeu, Billy West prête sa voix à Bugs Bunny et Elmer Fudd, tandis que Joe Alaskey interprète les voix de Marvin le Martien, Rocky et Mugsy. Mel Blanc assure les voix de Sam le pirate et Daffy Duck. Jess Harnell prête sa voix au sorcier Merlin Monroe, tandis que Hazel la sorcière est doublée par June Foray. Dans la version française, les acteurs assurant le doublage des personnages dans les dessins animés sont mobilisés.

## Accueil

### Critiques générales
Bugs Bunny : Voyage à travers le temps reçoit un accueil mitigé de la part de la presse vidéoludique. Concernant la version pour PlayStation, dans la presse anglophone, Ben Stahl, du site américain GameSpot loue un jeu « très amusant » et original, qui « retranscrit parfaitement l'univers décalé des Looney Tunes », même si la recherche de certains réveils bien cachés et la façon dont il faut battre les boss sont sources de « frustration ». Craig Harris, pour IGN, évoque « un bon jeu en 3D », excellent pour les fans des Looney Tunes, mais estime qu'il existe de meilleurs jeux de plates-formes, comme Crash Bandicoot, Croc: Legend of the Gobbos, Spyro the Dragon ou encore Ape Escape. L'Official U.S. PlayStation Magazine estime que cet opus est destiné aux fans de la licence Looney Tunes, et que si ce n'est pas le cas, il ne mérite que d'« être loué un samedi matin ». Le mensuel Game Informer juge que le jeu « ne rend pas justice à la licence : à son profit, il propose un challenge difficile et propose une tonne de secrets à trouver. Néanmoins, le plus important trouble que vous rencontrerez est la lutte avec ses commandes imparfaites ». Dans la presse francophone, le magazine Joypad salue des niveaux « bien conçus » et un jeu qui respecte « l'esprit du cartoon original », même s'il est « loin d'être parfait », un « peu mou et pas toujours très beau ». Jeuxvideo.com regrette un titre qui « nous laisse sur notre faim et aurait mérité une meilleure jouabilité ». Celui-ci s'adresse surtout aux joueurs « expérimentés » selon le site français.
Le portage pour PC reçoit une critique bien plus négative. Le site AllGame déplore « un jeu qu'[il] ne recommanderai[t] pas du tout. Même si vous le trouviez à un prix dérisoire, ça ne vaudrait pas la peine ». PC Zone approfondit cette idée en expliquant « qu'au lieu d'obtenir le respect qu'ils méritent, des personnages comme Bugs et compagnie sont intégrés dans des jeux de plates-formes de seconde zone ». Selon ce périodique, Bugs Bunny : Voyage à travers le temps s'empare de toutes les bonnes idées d'un Super Mario 64, mais fustige des « graphismes saccadés, des imitations de voix lamentables et des sauts précis rendus quasiment impossibles par un système de contrôle bizarre ». GameSpot évoque en revanche un « petit jeu de plates-formes amusant qui rend véritablement justice à Bugs Bunny. Si vous acceptez ses défauts, vous serez récompensé par un gameplay unique et, au moins, par un bon fou rire ».

### Critiques dugameplay
Le système de jeu de Bugs Bunny : Voyage à travers le temps sur PlayStation est diversement apprécié par la critique. Sur PlayStation, Jeuxvideo.com estime que sa durée de vie est « honorable » mais remarque qu'il n'y a « pas de jeu à deux ». En outre, le site français déplore une gestion de la caméra « carrément mauvaise » qui rend « pénible » les commandes de Bugs Bunny à la longue. Il est ainsi regretté qu'« on perd plus de temps à se repérer et à réfléchir aux mouvements de Bunny qu'aux véritables objectifs du jeu », un avis partagé par les magazines Joypad et Consoles +,,. Le site américain AllGame, tout en partageant ce constat, salue néanmoins un jeu « amusant » qui « regorge de souvenirs. Les énigmes sont géniales, les cinématiques et les animations de gameplay sont hilarantes ». L'Official U.S. PlayStation Magazine regrette de son côté un jeu trop court, qui se termine en « 20 heures », sans qu'il y ait de « fin décente ». IGN remarque que les niveaux de Bugs Bunny : Voyage à travers le temps s'inspirent des courts métrages des Looney Tunes et que le scénario ressemble fort à ceux de Gex: Enter the Gecko et de Gex contre Dr. Rez, sortis en 1997 et 1999. Les aptitudes de Bugs, nombreuses, font que le joueur peut s'y perdre au début avant d'en prendre l'habitude. Les nombreux mini-jeux offrent un jeu « varié ». Le site américain GameSpot évoque des énigmes « chronophages », mais « la plupart sont simples et ne nécessitent aucune réflexion particulière ». L'absence de vies et donc la possibilité de recommencer de façon illimitée une phase de plate-forme depuis le dernier point de contrôle est apprécié.
Sur PC, AllGame déplore que « les mouvements de Bugs sont incroyablement lents, et il est impossible de le faire courir plus vite si vous devez parcourir une grande étendue ». Les changements automatiques de caméra qui se produisent lorsque le joueur roule pour traverser un trou sous un mur « peuvent vous faire prendre la mauvaise direction, avec des conséquences parfois désastreuses ». Le site américain conclut en jugeant que terminer le premier niveau, qui est censé être un entraînement, peut suffire à « rendre fou ». GameSpot remarque que Bugs se déplace selon un axe à huit points, ce qui le rend peu maniable, notamment pour faire demi-tour.

### Critiques des graphismes
Les graphismes de Bugs Bunny : Voyage à travers le temps sur PlayStation reçoivent un accueil plutôt favorable de la critique. Le site IGN remarque que le moteur du jeu « semble être le même que celui de Jersey Devil » et juge qu'il est « rapide, fluide et coloré, avec un minimum de découpage de polygones ». Néanmoins, celui-ci n'est pas exploité au mieux pour les cinématiques du jeu, avec des séquences en plan direct. AllGame salue des cinématiques « nombreuses » et divertissantes, mais trouve l'animation « granuleuse », bien que fluide. GameSpot apprécie des graphismes « agréables », qui « reflètent bien le style Looney Tunes ». Néanmoins, il est regretté que la fréquence d'images soit parfois faible et que les pop-ups soient nombreux. La critique francophone se montre plus négative : Jeuxvideo.com note des graphismes « peu détaillés, avec des décors clairsemés, mais c'est dans le style du dessin animé », tandis que la 3D est « est très moyenne » ; dans la même veine, Consoles + regrette le manque de textures dans les décors,. Le magazine Joypad apprécie la « bonne modélisation » des personnages, des animations « très toons », mais déplore un « clipping trop prononcé dans les niveaux ouverts ».
Sur PC, les critiques sont généralement très moyennes. GameSpot regrette des graphismes « saccadés, même en mode 3D accéléré, et la fréquence d'images est considérablement réduite à certains niveaux ». Lorsque Bugs Bunny se trouve près de certains objets, on remarque « de nombreux chevauchements et éclatements polygonaux », tandis que le brouillard masque l'arrière-plan. Le site américain conclut néanmoins sur la qualité globale « correcte » des graphismes. AllGame évoque des rendus « tout simplement mauvais dans l'ensemble ».

### Critiques de la bande-son
La bande-son du jeu est accueillie de façon assez positive par la presse spécialisée. Le mensuel Consoles + évoque des thèmes « un peu mous » et des bruitages « réussis », à part les cris de Bugs, jugés « affreux ». Le mensuel français Player One remarque une « musique symphonique made in Warner Bros et un doublage luxueux », mais fustige des bruitages « pingrement distillés ». Joypad applaudit la présence des voix du dessin animé, « des musiques rigolotes et des bruitages de toon ». Jeuxvideo.com n'est pas de cet avis et juge que le doublage, bien que fidèle au dessin animé, n'est « pas totalement identique », alors que « la musique est peu présente ». Dans la presse anglophone, IGN remarque que certains dialogues ont été extraits du dessin animé original, tout comme les cris de Sam le pirate effectués par Mel Blanc, décédé en 1989. Il est néanmoins regretté une musique non orchestrée qui « sonne très MIDI ». GameSpot note des dialogues « agréables » et une musique « bien faite qui représente bien l'époque à laquelle vous jouez ». Néanmoins, les exclamations de Bugs Bunny et les paroles de Merlin Munroe sont jugées répétitives.
Enfin, sur PC, GameSpot regrette des voix qui « sonnent faux » et une musique « assez fade ». Il est aussi déploré une variété sonore « limitée, et vous vous lasserez vite des quelques extraits de dialogues qui vous sont répétés en continu ». GameSpot remarque également que « des phrases sont parfois coupées, et parfois le son est trop rapide, comme s'il s'agissait des Chipmunks au lieu de Bugs Bunny ». AllGame décrit une bande-son « pas mal, mais pas approprié pour ce type de jeu non plus ».